# دستي بيرغمان
دستي بيرغمان (بالإنجليزية: Dusty Bergman)‏ هو لاعب كرة قاعدة أمريكي، ولد في 1 فبراير 1978 في كارسون سيتي في الولايات المتحدة.

## وصلات خارجية
- دستي بيرغمان على موقعبيزبول رفرنس.كوم (الدوري الرئيسي) (الإنجليزية)
- دستي بيرغمان على موقعبيزبول رفرنس.كوم (الدوري الثانوي) (الإنجليزية)
- دستي بيرغمان على موقع مشجعي الرسوم البيانية (الإنجليزية)